# Jana Heinrich

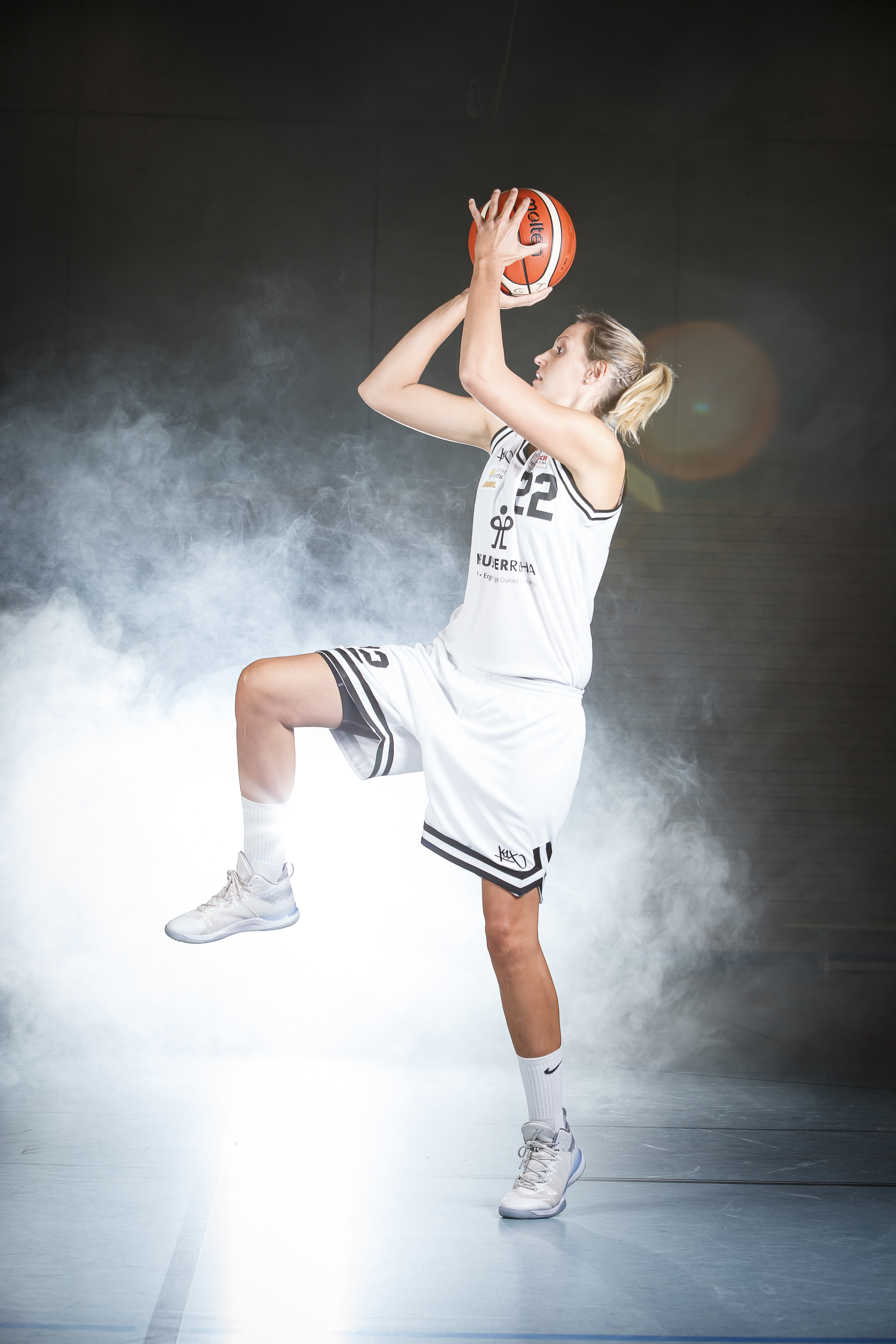
Jana Heinrich (2015)

Jana Heinrich (* 14. März 1986 in Dresden) ist eine deutsche Basketballspielerin. Sie studierte Sportwissenschaften und Anglistik an der Philipps-Universität Marburg.
Ihre Basketballkarriere begann die 1,88 m große Flügel- und Centerspielerin 1997 beim USV TU Dresden. 2001 wechselte sie zu den Chemnitzer Basketgirls (jetzt ChemCats Chemnitz) und spielte dort in der 2. Damen-Basketball-Bundesliga. Im Jahr 2005 machte sie ihr Abitur am Sportgymnasium Chemnitz und wechselte danach in die USA zu den San Diego Aztecs, wo sie an der San Diego State University International Business studierte.
Nach einem Kreuzbandriss kehrte sie 2006 zurück nach Deutschland, wo sie trotz frischer Verletzung vom BC Marburg verpflichtet wurde. Erst gegen Ende Saison 2006/07 war sie genesen und spielte im Regionalligateam, erhielt aber keine Einsatzzeit in der Bundesligamannschaft. In der Saison 2007/2008 spielte sie erstmals im Bundesligateam des BC Marburg. Zur Saison 2009/2010 wechselte sie zu ihrem alten Verein ChemCats Chemnitz in die 2. Liga und stieg dort sofort in die 1. Liga auf. In der Vorbereitung der Saison 2010/2011 erlitt sie wieder einen Kreuzbandriss. Nach der Saison 2011/12 verließ sie den Verein, um sich voll auf ihr Studium konzentrieren zu können. Zur Saison 2012/2013 wechselte Jana Heinrich zum Regionalligisten Krofdorf-Gleiberg und stieg mit diesem in die 2. Bundesliga auf. Im November 2013 wechselte sie aus beruflichen Gründen zur TG Neuss.
Mit dem Sportgymnasium Chemnitz (welches Deutschland vertrat) wurde Heinrich 2003 in Brasilien bei der Schüler-Welttitelkämpfen Vizeweltmeisterin. Mit den Chemcats errang sie 2002 die Deutsche Meisterschaft der U16 und 2005 mit der U20.
2004 nahm sie mit dem Deutschen U18-Nationalteam an der Europameisterschaft teil.